# George Seaton
George Seaton (* 17. April 1911 in South Bend, Indiana; † 28. Juli 1979 in Beverly Hills, Los Angeles, Kalifornien; eigentlich George Stenius) war ein US-amerikanischer Drehbuchautor, Filmregisseur und Filmproduzent.

## Leben
George Seaton begann eine Laufbahn als Radiosprecher in Detroit, Michigan.
Im Jahr 1954 wurde er für einen Oscar in der Kategorie Beste Regie für seine Arbeit an dem Film Ein Mädchen vom Lande mit Bing Crosby und Grace Kelly in den Hauptrollen nominiert. Für seine Leistung als Drehbuchautor konnte er den Oscar in der Kategorie Bestes adaptiertes Drehbuch sowohl für den Weihnachtsfilm Das Wunder von Manhattan von 1947, als auch für das Filmdrama Ein Mädchen vom Lande von 1954 mit nach Hause nehmen. Mit dem Jean Hersholt Humanitarian Award, der für besondere humanitäre Verdienste im Sinne der Filmindustrie vergeben wird, wurde Seaton 1961 ausgezeichnet.
George Seaton verstarb am 28. Juli 1979 in Beverly Hills an einem Krebsleiden. Er wurde 68 Jahre alt.

## Filmografie
B=Drehbuch, R=Regie, P=Produktion
- 1937: Die Marx Brothers: Ein Tag beim Rennen (A day at the races) (B)
- 1940: Carioca (That night in Rio) (B)
- 1940: Hochzeit wider Willen (The Doctor takes a wife) (B)
- 1941: Allotria in Florida (Moon over Miami) (B)
- 1942: 10 Leutnants von West-Point (Ten Gentlemen from West Point) (B)
- 1943: Coney Island (B)
- 1943: Das Lied von Bernadette (The song of Bernadette) (B)
- 1945: Diamond Horseshoe (R, B)
- 1945: Junior Miss (R, B)
- 1947: Das Wunder von Manhattan (Miracle on 34th Street) (R, B)
- 1947: The Shocking Miss Pilgrim (R, B)
- 1948: Eine Dachkammer für zwei (Apartment for Peggy) (R, B)
- 1948: Chicken Every Sunday (R, B)
- 1950: Es begann mit einem Kuß (The big lift) (R, B)
- 1950: For Heaven’s Sake (R, B)
- 1952: Anything Can Happen (R, B)
- 1953: Einmal wird die Sonne wieder scheinen (Little Boy Lost) (R, B)
- 1954: Die Brücken von Toko-Ri (The Bridges at Toko-Ri) (P)
- 1954: Ein Mädchen vom Lande (The Country Girl) (R, B, P)
- 1955: Auch Helden können weinen (The Proud and Profane) (R, B)
- 1956: Williamsburg: The Story of a Patriot (R)
- 1957: Reporter der Liebe (Teacher's Pet) (R)
- 1957: Stern des Gesetzes (The Tin Star) (P)
- 1959: Bei mir nicht (But not for me) (P)
- 1959: Zwei in einem Zimmer (The Rat Race) (P)
- 1960: In angenehmer Gesellschaft (The Pleasure of His Company) (R)
- 1962: Verrat auf Befehl (The Counterfeit Traitor) (R, B)
- 1962: Männer – hart wie Eisen (The Hook) (R)
- 1963: Rufmord (Twilight of Honor) (P)
- 1965: 36 Stunden (36 Hours) (R, B, P)
- 1968: Hochzeitsnacht vor Zeugen (What's So Bad About Feeling Good?) (R, B, P)
- 1970: Airport (R, B)
- 1973: Die Geier warten schon (Showdown) (R, P)
- 1994: Das Wunder von Manhattan (Miracle on 34th street) (B)